# عملة خارون المعدنية

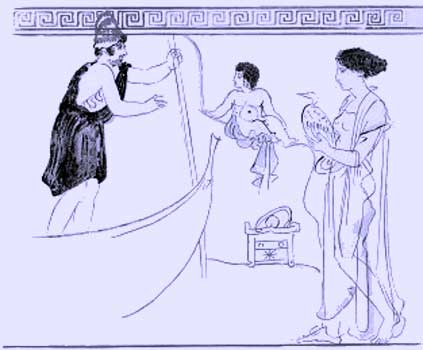
خارون يستقبل روح طفل في لوحة مستوحاة من مشهد في فخار ليكوثوس.

عملة خارون المعدنية هو تورية للعملة المعدنية التي توضع في فم الميت قبل الدفن. خصصت المصادر الأدبية اليونانية واللاتينية هذه العملة لتكون أجرًا أو رشوة لخارون (عامل عبارة مابعد) كي ينقل روح المتوفى عبر النهر الذي حد عالم الموتى عن عالم الأحياء. سميت أمثلة هذه العمل الأثرية «بأكثر كنوز القبور شهرة من الكلاسيكية القديمة.»
ترتبط هذه العادة أساسًا بالإغريق والرومان القدماء، رغم أنها توجد أيضًا في الشرق الأدنى القديم. يظهر استخدام مماثل للعملات المعدنية في أوروبا الغربية، في مدافن المناطق التي سكنها كلت الحضارات الغالو-رومانية، والهسبانية-الرومانية والرومانية-البريطانية، وبين الشعوب الجرمانية في العصور القديمة المتأخرة والعصر المسيحي المبكر، مع أمثلة متفرقة من أوائل القرن العشرين.
رغم أن علم الآثار يُظهر أن الأسطورة تعكس عادة فعلية، فإن وضع العملات مع الموتى لم يكن منتشرًا ولم يقتصر على عملة واحدة في فم المتوفى. حلت ألواح الأوراق المعدنية المنقوشة، أو إكسونوميا، أو الصلبان المصنوعة من رقائق الذهب خلال الفترة المسيحية المبكرة، محل العملة المعدنية في العديد من المدافن. يشير وجود العملات المعدنية أو دفينة العملات المعدنية في السفن المقابر الجرمانية إلى مفهوم مماثل.
يمكن فهم عبارة «عملة خارون» كما يستخدمها علماء الآثار أحيانًا على أنها تشير إلى طقوس دينية معينة، ولكنها تمثل غالبًا نوع من الاختزال للعملات المعدنية، إذ يُفترض أن مرفقات القبر تعزز مرور المتوفى إلى الحياة الآخرة. تُسمى عملة خارون في اللاتينية أحيانًا فاتيكوم، أو «قوت الرحلة»؛ وفُسر وضع العملة على الفم أيضًا كختم لحماية روح المتوفى أو لمنعها من العودة.

## الأدلة الأثرية
يُظهر استخدام العملات المعدنية كمرفقات جنائزية مجموعة متنوعة من الممارسات التي تثير الشك حول دقة مصطلح «عملة خارون» كفئة تفسيرية. ومع ذلك، يستمر استخدام العبارة للإشارة إلى الأهمية الطقسية أو الدينية للعملات المعدنية في سياق جنائزي.
عُثر على عملات معدنية في المدافن اليونانية بحلول القرن الخامس قبل الميلاد، بمجرد بدء التعامل بالنقود في اليونان، وظهرت في جميع أنحاء الإمبراطورية الرومانية حتى القرن الخامس الميلادي، مع وجود أمثلة مطابقة لعملة خارون غربًا حتى شبه الجزيرة الإيبيرية، وشمالًا إلى بريطانيا، وشرقًا إلى نهر فيستولا في بولندا. تتلطخ عظام فكوك الجماجم الموجودة في مدافن معينة في بريطانيا الرومانية باللون الأخضر نتيجة ملامستها عملة نحاسية. عُثر على العملات المعدنية الرومانية لاحقًا في قبور أنجلوساكسونية، ولكن كانت غالبًا مثقوبة لارتدائها كقلادة أو تميمة. عند الإغريق القدماء، احتوت نحو 5 إلى 10 بالمئة فقط من المدافن المعروفة على عملات معدنية؛ بينما احتوت نصف القبور في بعض مقابر حرق الجثث الرومانية على عملات معدنية. لا تتوافق العديد من هذه الحالات، إن لم يكن معظمها، مع أسطورة عملة خارون في عدد العملات ولا في مواقعها. يعتبر تنوع أماكن وأعداد العملات، بما في ذلك على سبيل المثال لا الحصر وضع عملة واحدة في الفم، سمة مميزة لجميع الفترات والأماكن.

### العالم الهلينستي
عُثر على بعض أقدم العملات المعدنية من مقابر البحر الأبيض المتوسط في قبرص. في عام 2001، قالت دستروبر جورجيادس، اختصاصية العملات الأخمينية، أن التحقيقات في 33 مقبرة أعطت 77 عملة معدنية. ورغم اختلاف الطوائف الدينية، وتغير عدد العملات في جميع المقابر، فقد هيمنت العملات المعدنية الصغيرة على هذه الطوائف. بدأت العملات المعدنية توضع في المقابر بمجرد تداولها في الجزيرة في القرن السادس، وسبق بعضها الاستخدام الأول للعملة والأشارة الأدبية إلى رسوم خارون.